# オーストラリア政治家二重国籍問題
オーストラリア政治家二重国籍問題とは、2017年にオーストラリアで発覚した複数の連邦国会議員が二重国籍や他国との勢力を保持しているため、過去の判例や憲法などにより議員の資格があるかどうか問われている問題である。

## 背景
オーストラリア憲法44条では他国籍や他国勢力を保持している人物は議員として相当しくないとの記載があり、この記述は様々な議論を呼んできた。
1946年、選挙で落選したロナルド・サリーナ候補は当選したウィリアム・オコーナー議員がカトリック教徒であることは他国の勢力下にあることから憲法違反であるとして抗議活動をしていたが、12月までにその活動を終えた。
1950年、無所属のヘンリー・クリッテンデン候補はゴードン・アンダーソン議員はカトリック教徒であることは相当しくないとして裁判を起こした。裁判所は問題ないとの決断を下した。
1987年に当選したロバート・ウッド議員は、同選挙で落選したエレイン・ニール議員から政治家として相応しくないとの裁判を起こされた。裁判ではウッドがイギリス生まれで当選時にイギリス国籍を保持していることがオーストラリア憲法44条に違反するとされ、ウッドは辞任した。
1998年、政治活動家のヘザー・ヒルが当選した際にも彼女がイギリス国籍を保持していることから、投票者のハリー・スーは1918年連邦選挙法に基づき審査を求め、裁判所は当選無効との判決を下し、ヒルは辞任した。

## 経過
2017年7月14日、オーストラリア緑の党のスコット・ラドラム議員（連邦上院議員）はニュージーランド国籍を保持していることを指摘された。その後、同党のラリッサ・ウォーターズ議員、マシュー・キャナヴァン大臣やバーナビー・ジョイス副首相なども二重国籍が発覚した。ラドラム、ウォーターズ、ロバートは誕生地が外国であることからの国籍未放棄、その他は祖先がイギリスやイタリア生まれで自動的に国籍登録がされているから問題が起きている。いずれも裁判所に資格があるか確認を求めている。
一連の議員の辞任などによりオーストラリア自由党とオーストラリア国民党からなる与党連合の支持率は下落し、過半数を失った。
オーストラリア国立辞書センターが選定した2017年に「今年の言葉」にはニュージーランド出身を意味する「キウィ」（Kiwi）とオーストラリア出身を意味する「オージー」（Aussie）の合成語である「クウォージー」（Kwaussie）が選ばれた。
2017年11月6日、ターンブル首相は連邦議員全員の国籍を調査すると発表した。調査は他国の国籍の有無、国籍を放棄した過去があるか議員の両親の国籍についても尋ねる。
2017年、オーストラリア連邦議会では選挙当時に二重国籍を保有していたなどとして、上下院で合わせて10人が辞任に追い込まれた。
2018年5月9日、最高裁にあたるオーストラリア高等裁判所は、ケイティー・ギャラガー元老院（上院）議員と4人の代議院（下院）議員について、議員不適格との判断を下した。

## 二重国籍違反を問われた議員一覧
- スコット・ラドラム（ニュージーランドとの二重国籍、辞任）[4]
- ラリッサ・ウォーターズ（カナダとの二重国籍、辞任）[4]
- マシュー・キャナヴァン（元資源・北部担当相、イタリアとの二重国籍、辞任）[5]
- マルコム・ロバーツ（イギリスとの二重国籍、辞任）[4]
- バーナビー・ジョイス（元副首相、ニュージーランドとの二重国籍、辞任）[2][4]
- フィオナ・ナッシュ（イギリスとの二重国籍、議員資格無効）[4]
- ニック・ゼノフォン（イギリスとの二重国籍）
- スティーブン・ペリー（イギリスとの二重国籍）
- ジョン・アレクサンダー（イギリスとの二重国籍、辞任）
- ジャッキー・ランビー（イギリスとの二重国籍）
- スカイ・カコスキー＝ムーア（イギリスとの二重国籍）
- ケイティ・ギャラガー（イギリスとの二重国籍、議員資格無効）[3]
- デイヴィッド・フィーニー（イギリスとの二重国籍）
- ジョッシュ・フライデンバーグ（母親がハンガリー出身のため二重国籍の可能性指摘）
- ノラ・マリーノ（イタリアとの二重国籍の可能性指摘）
- レベッカ・シャキー（母親がアメリカ出身のため二重国籍の可能性指摘、議員資格無効）[3]
- ジャスティン・キーイ（議員資格無効）[3]
- ジョシュ・ウィルソン（議員資格無効）[3]
- スーザン・ラム（議員資格無効）[3]

## その他の問われた議員一覧
- デイヴィッド・ジリスピー（投資活動）
- バリー・オシルヴァン（不動産投資活動）
- アンドリュー・バートレット（大学の法律アドバイス活動）
- スチュアート・ロバート（過去の政府契約事業）